# هارفارد بارك (لوس أنجلوس)
هارفارد بارك هو حي مساحته 0.64 ميل مربع في جنوب لوس أنجلوس، كاليفورنيا. يتركز في حديقة بلدية بهذا الاسم.

## سكان
يعيش ما مجموعه 10297 ساكنا في 0.64 ميل مربع في هارفارد بارك ، وفقا لتعداد الولايات المتحدة لعام 2000-بمتوسط 16.072 شخصا لكل ميل مربع ، من بين أعلى معدلات الكثافة سكانية في كل من المدينة والمحافظة. يقدر عدد سكان المدينة في عام 2008 الى 10,888 شخصا.
كان متوسط عمر الشباب للمدينة والمقاطعة 28, والنسب المئوية للسكان الذين تقل أعمارهم عن العمر 18 كانت من بين أعلى المعدلات في المقاطعة. كان هناك 504 أسرة يرأسها أبوين عازبين؛ اعتبر معدل 24.1 ٪ مرتفعا لكل من المدينة والمقاطعة.
يشكل الأمريكيون من أصل إفريقي 48.4٪ من السكان، بينما يبلغ عدد اللاتينيون 48.2 ٪. ككانت الجماعات العرقية الأخرى تمثل 1.8٪ للبيض، و 0.6٪ للآسيويين، و 1.7٪ للجماعات الأخرى، المكسيك والسلفادور، كانتا أكثر الأماكن شيوعًا لولادة 31.2٪ من السكان الذين وُلدوا في الخارج، وهي نسبة متوسطة تقريبا بالنسبة للمدينة ككل.
كان متوسط دخل الأسرة في عام 2008 دولارًا 37،013 دولارًا، ويعتبر منخفضًا لكل من المدينة والمقاطعة. كانت النسبة المئوية للأسر التي تحصل على 20000 دولار أو أقل مرتفعة، مقارنة بالمقاطعة ككل. كما اعتبر متوسط حجم الأسرة البالغ 3.3 فرد مرتفعًا. شغل المستأجرون 49٪ من الوحدات السكنية، وشغل المالكون النسبة الباقية.

## جغرافية
يحد حي هارفارد بارك ميدان فيرمونت من الشمال، وفيرمونت سلاوسون من الشرق، ومانشستر سكوير من الجنوب، وميدان تشيسترفيلد في الغرب. يحدها شارع West 54th في الشمال ، و شارع نورماندي من الشرق، وفلورنس أفينيو من الجنوب، و ويسترن أفينيو في الغرب.

## تعليم
حصل 3.6 ٪ فقط من سكان هارفارد بارك على شهادة جامعية لمدة أربع سنوات، وهي نسبة منخفضة لكل من المدينة والمحافظة. كانت النسبة المئوية للمقيمين الذين يبلغون من العمر 25 عامًا فما فوق الحاصلين على أقل من شهادة الدراسة الثانوية عالية بالنسبة للمقاطعة.
ا توجد مدارس داخل حدود حي هارفارد بارك.

## الاستجمام والمتنزهات
جاكي تاتوم / مركز هارفارد الترفيهي، شارع 62 بين شارع هارفارد وشارع هالديل

## أنظر أيضا
قائمة المناطق والأحياء في لوس أنجلوس

## روابط خارجية
- جاكي تاتوم بارك
- هارفارد بارك خريطة الجريمة والإحصاءات